# Municipio de Minas de Corrales
El municipio de Minas de Corrales es uno de los municipios del departamento de Rivera, Uruguay. Tiene su sede en la localidad homónima.

## Ubicación
El municipio se encuentra localizado en la zona centro-sur del departamento de Rivera.

## Historia
Su nombre deriva de las minas de distintos minerales que se encuentran en la zona y de los corrales de piedra creados en el siglo XIX, utilizados para retener el ganado. La localidad surgió en 1878, cuando se instaló la “Compañía Francesa de Minas de Oro del Uruguay” en la zona.
El municipio de Minas de Corrales fue creado por Ley Nº 18653 del 15 de marzo de 2010, en cumplimiento de la Ley Nº 18567 que disponía la creación de municipios en todas aquellas localidades con una población a partir de 2000 habitantes. Forma parte del departamento de Rivera y comprende el distrito electoral HDB de ese departamento.
El municipio está conformado por la planta urbana, cuyos límites son: el arroyo Cadete desde su nacimiento en el Cerro la Calera hasta su barra en el Cuñapirú; desde este punto hasta la barra del Corrales; luego hasta la barra del arroyo Calera o Galván hasta su nacimiento en el Cerro la Calera.

## Territorio y demografía
El territorio correspondiente a este municipio comprende un área total de 381.7 km², y alberga una población de 3985 habitantes de acuerdo a datos del censo del año 2011, lo que implica una densidad de población de 10.4 hab/km².

## Localidades
La única localidad que forma parte de este municipio es Minas de Corrales.

## Autoridades
La autoridad del municipio es el Concejo Municipal, compuesto por el Alcalde y cuatro Concejales.
Alcaldes según período:
| Nº | Alcalde                  | Partido             | Inicio del mandato      | Fin del mandato         | Observaciones                       | Concejales                                                                         |
| -- | ------------------------ | ------------------- | ----------------------- | ----------------------- | ----------------------------------- | ---------------------------------------------------------------------------------- |
| 1  | Jesús Cuadro             | Partido Nacional PN | 9 de julio de 2010      | 8 de julio de 2015      | Alcalde elegido                     |                                                                                    |
| 2  | José Washington González | Partido Colorado PC | 9 de julio de 2015      | 6 de febrero de 2020    | Alcalde elegido renuncia a su cargo | Raúl Armand Ugón (PC) Jesús Cuadros (PN) Silvio Cura (PN) Ruben Carrera (FA)       |
| 3  | Richar Correa González   | Partido Colorado PC | 7 de febrero de 2020    | 26 de noviembre de 2020 | Alcalde interino                    |                                                                                    |
| 4  | José Washington González | Partido Colorado PC | 27 de noviembre de 2020 | 2025                    | Alcalde elegido                     | Tabaré Alonso (PC) Marlene Michaelsson (PC) Ismael Antunez (PN) Luis Martinez (PN) |